# Malveira
Malveira ist eine portugiesische Gemeinde (Freguesia) und Kleinstadt (Vila) im Kreis (Concelho) von Mafra.

## Geschichte
Über die Entstehung von Malveira gibt es keine gesicherten Dokumente. Bei Ausgrabungen im 18. Jahrhundert wurden Münzen mit Abbildern des Kaisers Arcadius (377 – 408) gefunden, Sohn des Theodosius I. Auch Überreste von Grabstätten und anderen Bauten aus der Zeit der römischen Besatzung kamen zu Tage.
Weitere Ausgrabungen und Forschungen im 19. Jahrhundert förderten Siedlungsspuren seit Mitte des 15. Jahrhunderts hervor. Aus den Dokumenten der Zeit geht hervor, dass das heutige Gemeindegebiet von König D. Afonso Henriques an die Brüder Guilherme de Licorne und Roberto de Licorne gegeben wurde, für ihre Verdienste bei der Belagerung von Lissabon und die Eroberung Lissabons von den Mauren 1147. Die Ur-Enkelin von Roberto de Licorne, Catarina Domingues, heiratete João Froes, ein Mitglied der Königsfamilie von León. Unter ihren fünf gemeinsamen Kindern war Gracia, deren überlieferter Schönheit der König D.Dinis  verfiel. Aus deren unehelichem Verhältnis entsprang Pedro Affonso (auch Pedro Afonso, begraben im Kloster Tarouca), der von seinem Vater den Titel Conde de Barcelos (dt.: Graf von Barcelos) erhielt. Unter den Besitztümern, die die Familie dadurch vererben konnte, war das Gebiet der Gemeinde São Miguel de Alcainça, insbesondere das Gut Casaes da Costa da Malveira, aus dem sich der Name der heutigen Gemeinde herleitete. Erstmals offiziell erwähnt wurde der Ort 1363, als Casal da Malveira, im Testament des Priors Vicente Annes Fróis, einem Cousin Pedro Affonsos.
An der Straße von Lissabon nach Torres Vedras und dem Palácio Nacional de Mafra gelegen, wuchs die Bedeutung der Gemeinde S. Miguel de Alcainça. Die Gegend wurde zum bedeutenden Lieferant von Nahrungsmitteln für die Hauptstadt. Königin D.Maria I. genehmigte daher am 14. Dezember 1782 erstmals einen Markt in Malveira, der seither wöchentlich am Donnerstag stattfindet.
Während der napoleonischen Invasionen war Malveira Teil der Linhas de Torres Vedras, einer von General Soult errichteten Befestigungslinie aus 152 verschiedenen Anlagen, gegen das portugiesisch-britische Heer.
Der Ort wurde ein Haltepunkt der 1887 eröffneten Eisenbahnstrecke Linha do Oeste. Bis zum 28. Mai 1923 gehörte Malveira zur Gemeinde (Freguesia) S. Miguel de Alcainça, um seither eine eigenständige Gemeinde zu bilden. 1985 wurde Malveira in den Rang einer Vila (Kleinstadt) erhoben.

## Kultur, Sport und Sehenswürdigkeiten

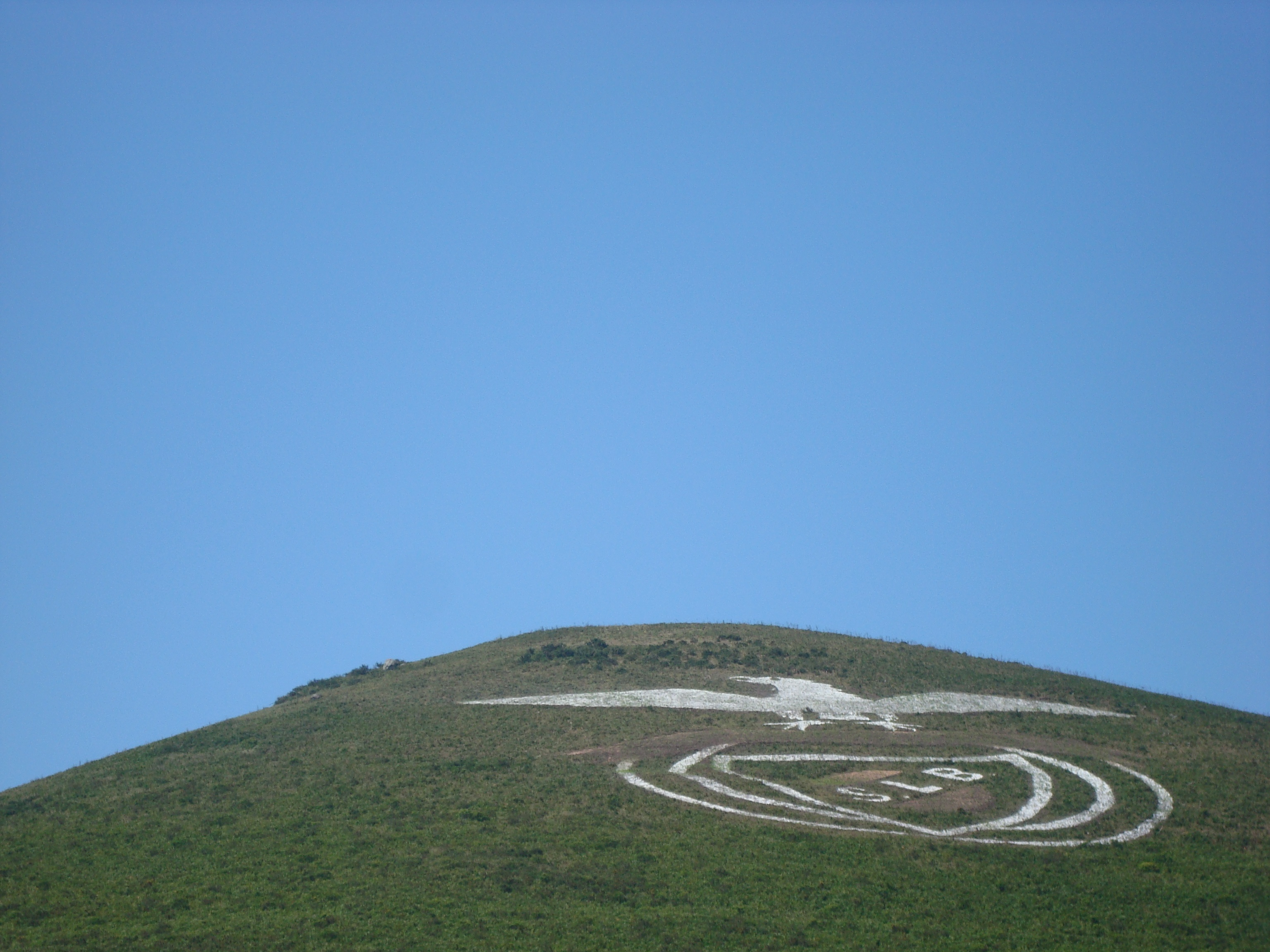
Eine der Hügel im Gemeindegebiet, mit einer Installation eines Fans von Benfica Lissabon

Die sternförmig angelegte Befestigungsanlage Forte da Feira (dt. etwa: Festung des Marktplatzes) war, von 1809 bis 1811, Teil der französischen Verteidigungslinie Linhas de Torres Vedras. Die archäologische Ausgrabungsstätte steht Besuchern offen.
Die botanische Parkanlage Mata Paroquial (dt.: Gemeindewald), sieben Windmühlen (port.: Moínhos), teilweise aus dem 17. Jahrhundert, und Kirchenanlagen aus dem 18. Jahrhundert stehen im Gemeindegebiet. Besichtigt werden kann auch das Museu Beatriz Costa, ein Museum, das der in der Nähe geborenen Schauspielerin Beatriz Costa (1907–1996) gewidmet ist, und eine Sammlung von u. a. Fotos, Plakaten, Requisiten, Garderobe, und Auszeichnungen der Darstellerin zeigt.
Seit 1989 wird jährlich im August die FexpoMalveira veranstaltet. Der Name setzt sich aus den Worten Feira (dt.: Messe), Festa (dt.: Feier), und Exposição (dt.: Ausstellung), und dem Ortsnamen zusammen, und gibt den Charakter der Veranstaltung wieder, die gleichzeitig als landwirtschaftliche Ausstellung (insbesondere Tiere), Volksfest (Musikumzüge, Volkstanz, Konzerte populärer Musiker), und lokale Gastronomie- und Kulturschau funktioniert.
Unter den verschiedenen Kultur- und Sportvereinen der Gemeinde ist insbesondere der 1940 gegründete Fußballverein Atlético Clube da Malveira zu nennen, der in den 1980er und 90er Jahren mehrmals bis in die Dritte portugiesische Liga aufstieg.

## Verwaltung
In der Gemeinde Malveira liegen die Ortschaften

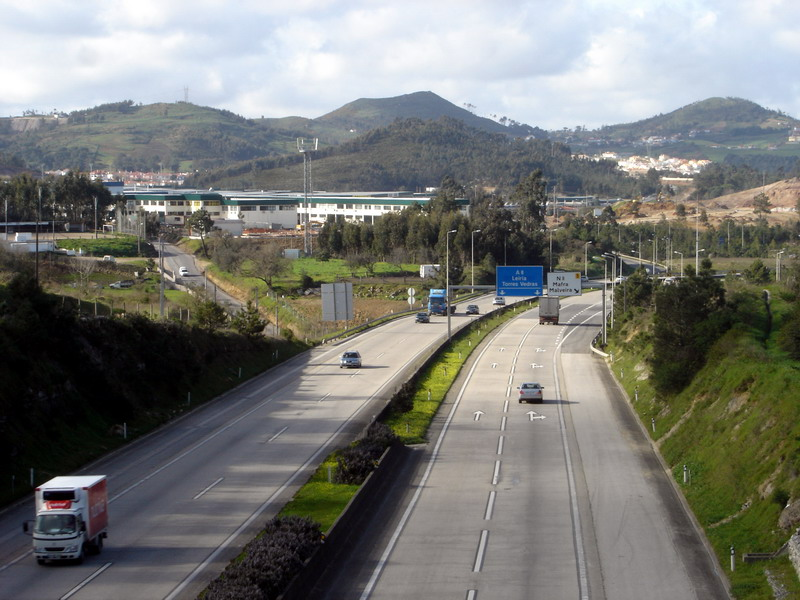
Die Malveira-Ausfahrt der A8

- Abrunheira
- Carasqueira
- Casal do Abade
- Casal do Moinho
- Casal Novo
- Malveira
- Vale das Andorinhas
- Venda do Valador

## Verkehr
Der Ort ist mit seinem Haltepunkt der Linha do Oeste an das landesweite Eisenbahnnetz angeschlossen. Mit seinen Zufahrten zu den Autobahnen A8 und A21 ist die Gemeinde in das Autobahnnetz des Landes eingebunden.
Im Personennahverkehr wird die Gemeinde von Buslinien der Rodoviária de Lisboa, der Barraqueiro Oeste, und der lokalen Mafrense bedient.